# Campeonato Gaúcho de Futebol de 1977 - Série A
O Campeonato Gaúcho de Futebol de 1977, foi a 57ª edição da competição no Estado do Rio Grande do Sul. Este campeonato marca a quebra da hegemonia do Internacional. Para este ano o Grêmio  trouxe para treinar o time o técnico Telê Santana, além de jogadores como André Catimba e Éder. Participaram do campeonato 24 clubes. 

## Participantes
| - Internacional (Porto Alegre)33ª - Brasil de Pelotas (Pelotas)24ª - Inter-SM (Santa Maria) 11ª - São Luiz (Ijuí) 4ª - 14 de Julho (Passo Fundo)6ª - Atlético/CAR (Carazinho) 6ª - Cachoeira(Cachoeira do Sul) 8ª - São Paulo (Rio Grande) 7ª - Estrela (Estrela) 2ª - Esportivo (Bento Gonçalves) 8ª - Caxias (Caxias do Sul)16ª - Bagé (Bagé) 16ª | - Grêmio (Porto Alegre)35ª - Pelotas (Pelotas)24ª - Novo Hamburgo (Novo Hamburgo)33ª - Cruzeiro-RS (Porto Alegre)14ª - Gaúcho (Passo Fundo)13ª - Riograndense (Santa Maria)16ª - Guarany-BA (Bagé)25ª - Juventude (Caxias do Sul)15ª - Santo Ângelo (Santo Ângelo)5ª - Santa Cruz -RS(Santa Cruz do Sul)13ª - São Borja (São Borja) 3ª - Ypiranga (Erechim) 10ª |

** O Santo Ângelo disputou a competição em 1971 e 1972 com o nome Tamoyo.

## Fase Inicial
| - Grupo A 1º Internacional 21 pg 2º Caxias 19 pg 3º Esportivo 18 pg 4º Brasil 17 pg 5º Inter/SM 15 pg 6º São Luiz 14 pg 7º 14 de Julho 13 pg 8º Atlético/CAR 12 pg 9º Bagé 12 pg 10º Cachoeira 09 pg 11º São Paulo 06 pg 12º Estrela 05 pg | - Grupo B 1º Grêmio 24 pg 2º Juventude 16 pg 3º Santa Cruz 16 pg 4º Pelotas 16 pg 5º Novo Hamburgo 14 pg 6º São Borja 12 pg 7º Guarany 11 pg 8º Santo Ângelo 10 pg 9º Cruzeiro 10 pg 10º Gaúcho 9 pg 11º Ypiranga 8 pg 12º Riograndense 5 pg |

Nota:Os quatro primeiros colocados de cada grupo passaram a fase final.

## Fase Final
- Participantes

| Grêmio Internacional Caxias Esportivo Brasil | Juventude Santa Cruz Pelotas Cruzeiro (Repescagem) Novo Hamburgo (Repescagem} |

Nota:Grêmio e Internacional empataram em pontos na fase final, houve então a necessidade de um jogo-extra.
- Jogo Extra

25 de setembro de 1977
Grêmio 1 - 0 Internacional
Gol: André Catimba
| Campeonato Gaúcho de Futebol 1977             |
| --------------------------------------------- |
| Grêmio Foot-Ball Porto Alegrense (20º título) |

## Artilheiros
- Flávio (Pelotas) 13 gols
- Luís Freire (Esportivo) 13 gols

## Segunda Divisão
Campeão:Gaúcho de Passo Fundo
2º lugar:Estrela
O regulamento permitia que os clubes que disputaram a primeira divisão, participassem também da segunda no mesmo ano.